# Pori
Pori [ˈpɔri] (schwedisch: Björneborg [ˈbjœrnəˌbɔrj]) ist eine alte Hafen- und Industriestadt am Fluss Kokemäenjoki in Südwestfinnland mit einer Bevölkerung von 83.205 Einwohnern (Stand 31. Dezember 2022).

## Geographie
Die Stadt liegt heute 20 Kilometer vom offenen Meer (Bottnischer Meerbusen) entfernt, da die Landmasse Nordeuropas sich im Zuge der Landhebung seit dem Abschmelzen der eiszeitlichen Vergletscherung ständig aus der Ostsee emporhebt. Messungen haben ergeben, dass sich das Gebiet immer noch um einen Meter in 100 Jahren hebt. Meist nach Stadtbränden wurde Pori so im Laufe der Zeit mehrfach flussabwärts verlegt.
Pori hat eine Fläche von 2062 km², 62 km² davon sind Binnengewässerflächen.

## Geschichte

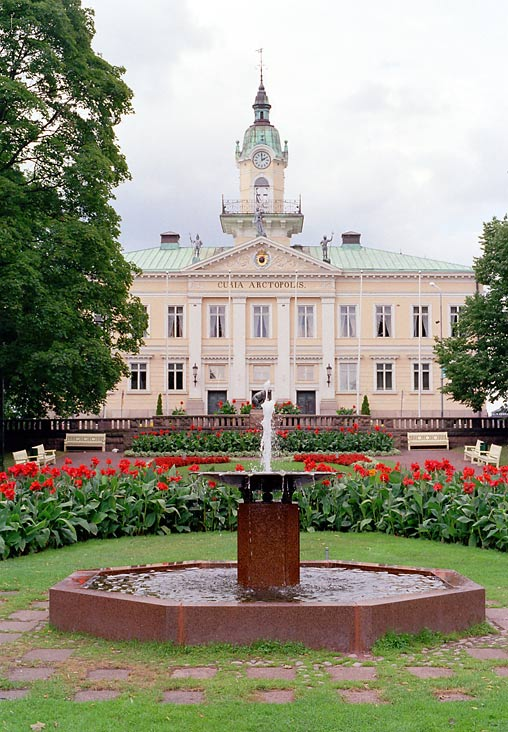
Das Rathaus

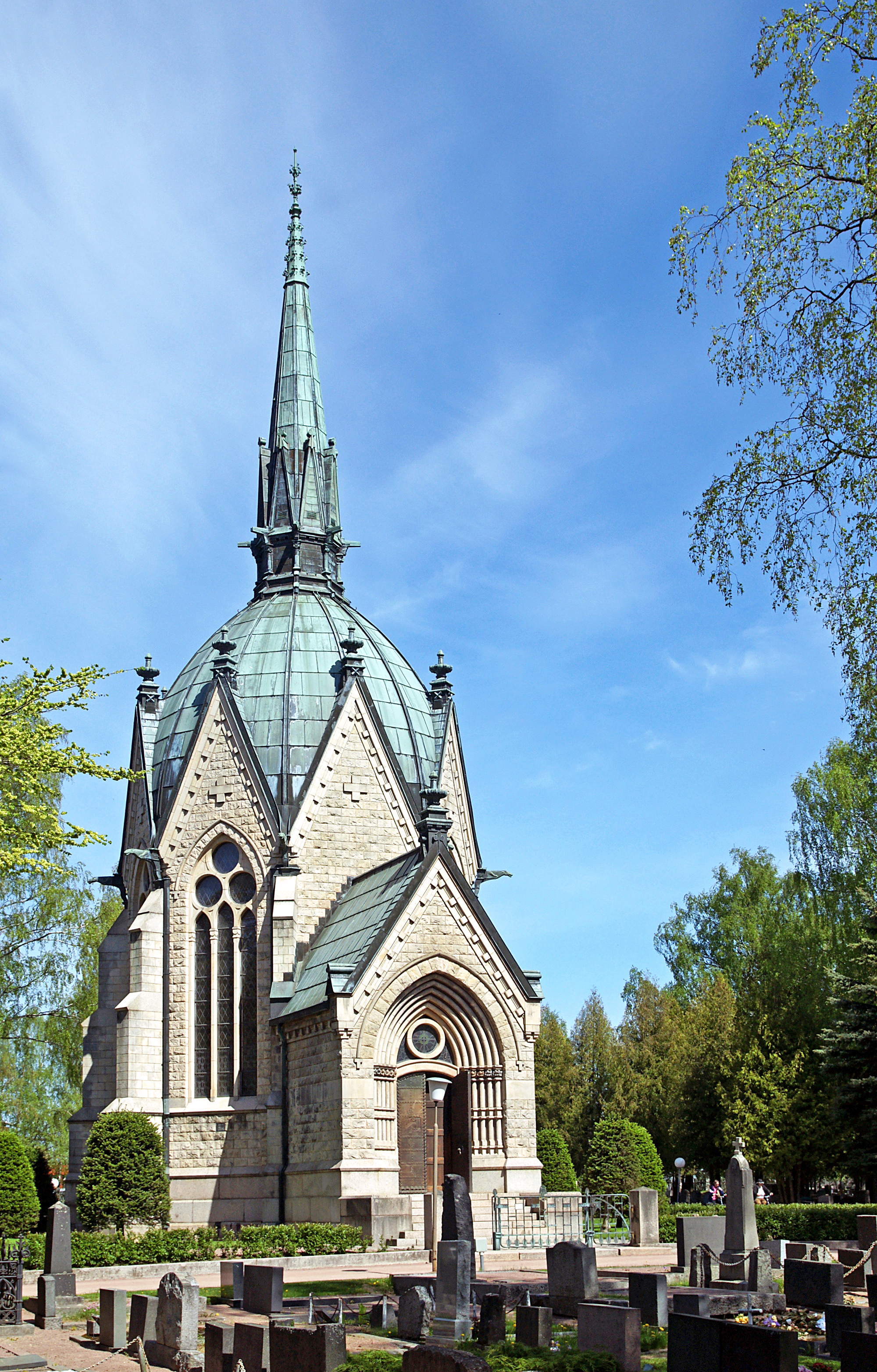
Das Juselius-Mausoleum

Pori wurde 1558 gegründet. Im Jahre 1895 wurde die Eisenbahn nach Tampere gebaut. Am 1. Januar 2015 wurde Lavia nach Pori eingemeindet.
Entwicklung der Einwohnerzahl:
- 1987 – 77.395
- 1990 – 76.357
- 1997 – 76.566
- 2000 – 75.994
- 2002 – 75.895
- 2004 – 76.152
- 2005 – 76.191
- 2006 – 76.153
- 2007 – 76.211
- 2010 – 82.868
- 2011 – 83.165
- 2012 – 83.303

## Sehenswürdigkeiten
Die Architektur ist wie in vielen anderen finnischen Städten Schöpfung von Carl Ludwig Engel. Von ihm stammt auch das Rathaus aus den Jahren 1839 bis 1841. Sehr sehenswert ist das Juselius-Mausoleum, das Fresken des finnischen Malers Akseli Gallen-Kallela enthält. Seine Gestaltung orientiert sich an der Turmspitze des Frankfurter Domes. Es wurde 1903 im Auftrag des wohlhabenden Unternehmers F.A. Juselius für seine mit elf Jahren verstorbene Tochter erbaut.
In der Flussmündung vor der Stadt liegt die Insel Kirjurinluoto, auf der im Juli jedes Jahres ein internationales Jazzfestival stattfindet.

## Wirtschaft
In Pori sind Maschinen-, Holz- und andere Industrien angesiedelt. Unter anderem hat der Landmaschinenhersteller Sampo Rosenlew seinen Sitz in Pori.
Pori ist Standort eines Rundfunksenders für Kurz- und Mittelwelle des finnischen Rundfunks mit einem 185 Meter hohen Sendemast für Mittelwelle. Über die Sendeeinrichtungen in Pori wurde überwiegend das Auslandsprogramm des finnischen Rundfunks abgestrahlt, bis dieser seine Sendungen Ende 2007 von dieser Sendestation aufgab. Über den Mittelwellensender wurde danach von 2009 bis einschließlich 15. April 2013 das Programm von Radio China International verbreitet.
Der Flughafen Pori befindet sich 2 km südlich der Stadt.

## Kultur
Pori hat ein Theater und einen modernen Konzertsaal, in dem u. a. regelmäßig das Kammerorchester Pori Sinfonietta auftritt. Internationale Beachtung findet Pori bei dem seit 1966 jährlich im Juli stattfindenden Pori Jazz Festival, während dessen eine Vielzahl von Räumen und Parks zu Jazz-Locations umgewandelt werden.

## Sport
Der 1856 in der Stadt gegründete Segelverein Segelföreningen i Björneborg ist der älteste Sportverein in Finnland. 
Der nach dem Jazzfestival der Stadt benannte Verein FC Jazz Pori wurde 1993 und 1996 finnischer Fußballmeister. Nach der Saison 2004 löste sich der insolvente Verein aber auf. Die Fußballabteilung des 1960 gegründeten Vereins Musan Salama spielte in den 1990er Jahren kurze Zeit in der zweitklassigen Ykkönen.
Die Eishockeyvereine Porin Karhut und Rosenlewin Urheilijat-38 gewannen 1965 bzw. 1967 die finnische Meisterschaft. 1967 schlossen sich die beiden Klubs zusammen und bilden seitdem den Verein Porin Ässät, der 1971, 1978 und 2013 die finnische Meisterschaft gewann. Ässät trägt seine Heimspiele in der Isomäen jäähalli (Isomäki) aus.

## Persönlichkeiten

### Söhne und Töchter der Stadt
- Johan Lillienstedt (1655–1732), Graf, Dichter und Staatsmann
- Johan Eberhard von Schantz (1802–1880), Admiral, Entdecker und Schiffbauingenieur
- Akseli Gallen-Kallela (1865–1931), Maler, Architekt und Designer
- Antti Aarne (1867–1925), Märchenforscher
- Selim Palmgren (1878–1951), Komponist und Pianist
- Arvo Aaltonen (1889–1949), Schwimmer
- Kelpo Gröndahl (1920–1994), Ringer und Linkspolitiker
- Aarne Tarkas (1923–1976), Filmregisseur und Drehbuchautor
- Rauno Mäkinen (1931–2010), Ringer
- Lilli Alanen (1941–2021), Philosophin und Professorin
- Esko Rosnell (1943–2009), Jazzmusiker
- Seppo Linnainmaa (* 1945), Mathematiker und Informatiker
- Veli-Pekka Ketola (* 1948), Eishockeyspieler, -trainer und -funktionär
- Kari Sorvali (* 1951), Schauspieler
- Pekka Rautakallio (* 1953), Eishockeyspieler und -trainer
- Seppo Vaihela (* 1953), Fußball- und Bandyspieler
- Antero Kivelä (* 1955), Eishockeytorwart und -trainer, Politiker
- Tapio Levo (* 1955), Eishockeyspieler
- Kari Mäkinen (* 1955), Geistlicher
- Kari Hotakainen (* 1957), Schriftsteller
- Arto Javanainen (1959–2011), Eishockeyspieler
- Joni Nyman (* 1962), Boxer
- Pekka Markkanen (* 1967), Basketballspieler
- Samuli Edelmann (* 1968), Schauspieler und Sänger
- Alexi Tuomarila (* 1974), Jazzmusiker
- Sari Fisk (* 1971), Eishockeyspielerin
- Hannu Salonen (* 1972), Regisseur
- Krista Kiuru (* 1974), Politikerin (SDP)
- Antti Sumiala (* 1974), Fußballspieler
- Tommi Rajamäki (* 1976), Eishockeyspieler
- Jenni Haukio (* 1977), Schriftstellerin und Lyrikerin
- Mira Luoti (* 1978), Sängerin und Schauspielerin
- Ville Aaltonen (* 1979), Bandyspieler
- Arttu Tuominen (* 1981), Autor
- Mikko Salo (* 1983), Fitnesssportler
- Masi Marjamäki (* 1985), Eishockeyspieler
- Hermanni Vuorinen (* 1985), Fußballspieler
- Tuomas Seppänen (* 1986), Hammerwerfer
- Timo Furuholm (* 1987), Fußballspieler
- Jesse Joensuu (* 1987), Eishockeyspieler
- Erik Haula (* 1991), Eishockeyspieler
- Joel Armia (* 1993), Eishockeyspieler
- Matti Mattsson (* 1993), Schwimmer
- Joonas Korpisalo (* 1994), Eishockeytorwart
- Jesperi Kotkaniemi (* 2000), Eishockeyspieler

### In Pori gestorben
- Karl August Tavaststjerna (1860–1898), Schriftsteller
- Eino Penttilä (1906–1982), Speerwerfer

## Partnerstädte
- Sundsvall (Schweden), seit 1940
- Sønderborg (Dänemark), seit 1952
- Porsgrunn (Norwegen), seit  1956
- Riga  (Lettland), seit  1964
- Bremerhaven (Deutschland), seit 1967
- Stralsund (Deutschland), seit 1968
- Eger (Erlau) (Ungarn), seit 1973
- Kołobrzeg (Polen), seit 1977
- Mâcon (Frankreich), seit 1990